# تامی لابل
تامی لابل (انگلیسی: Tammy Leibl؛ زادهٔ ۶ مارس ۱۹۶۵) بازیکن والیبال ساحلی، و بازیکن والیبال اهل ایالات متحده آمریکا است.